# Armilda
Armilda (oficialmente en eonaviego: A Armilda) es una entidad de población española del municipio de Grandas de Salime, en Asturias.

## Historia
A mediados del siglo XIX, la aldea, ya por entonces perteneciente a Grandas de Salime, tenía contabilizada una población de 26 habitantes. Aparece descrita en el segundo volumen del Diccionario geográfico-estadístico-histórico de España y sus posesiones de Ultramar de Pascual Madoz de la siguiente manera:

ARMILDA: ald. en la prov. y dióc. de Oviedo (19 leg.), part. jud., ayunt. y felig. de San Salvador de Grandas de Salime, 1 1/2, (V.): sit. á la falda de la montaña de Bustarbelle, con cuyo pueblo confina por S. y O., asi como por N. y E. con el térm. de Airela; el terreno cultivado asciende á 20 fan. de tierra de mala calidad, y que prod. á razon de 2 1/2 por 1: el correo se recibe de Castropol: la principal cosecha es el centeno y la patata: pobl.: 5 vec., 26 almas.
(Madoz, 1845, p. 577)

En 2023 la entidad singular de población de Armilda tenía empadronados 3 habitantes.